# Ratiopharm
Ratiopharm — немецкая фармацевтическая компания, изготовитель недорогих аналогов (дженериков) известных фармацевтических препаратов.
Ratiopharm принадлежит семье Адольфа Меркле. Продукция компании распространяется в Германии и 35 странах мира.
18 марта 2010 года компания Teva заявила, что собирается приобрести компанию Ratiopharm.
10 августа 2010 года компания Teva заявила, что завершила свое приобретение Ratiopharm.